# Kommunal- og regionsrådsvalg 2021
Kommunal- og regionalvalg 2021 blev afholdt 16. november 2021 for Danmarks 98 kommuner og fem regionale råd. Der var en stemmeprocent til kommunalvalget på 67,2 procent, hvilket er 3,6 procentpoint lavere end ved forrige kommunalvalg i 2017, hvor stemmeprocenten var på 70,8%. 2.436 politikere skulle vælges til kommunerne. Frederiksberg Kommune havde forhøjet antallet af medlemmer af kommunalbestyrelsen fra 25 til 29. 205 politikere skulle vælges til regionsrådene.

## Valgret
Personer, som var fyldt 18 år på valgdagen og ikke var umyndiggjorte, og som boede i kommunen/regionen havde valgret. Derudover skulle de opfylde mindst ét af følgende kriterier:
- være statsborgere i Danmark, et andet EU-land, Island eller Norge, eller
- være britiske statsborgere og have haft fast bopæl i Danmark siden 31. januar 2020, eller
- uden afbrydelse have haft fast bopæl i det danske rige i de sidste 4 år forud for valgdagen.

Antallet af brevstemmer var fordoblet i forhold til foregående år. For at sikre stemmeafgivningen trods Corona-smitte havde mange kommuner oprettet telte udendørs så smittede kunne 'vognstemme'; smittede vælgere ankom til fods og stemte i teltet, eller i bil og afgav stemme uden at forlade køretøjet.

## Regionalvalg

### Antal af medlemmer og politiske partier i regionsrådene
| Parti                           | Hovedstaden | Midtjylland | Nordjylland | Sjælland | Syddanmark | I alt | Ændring |
| ------------------------------- | ----------- | ----------- | ----------- | -------- | ---------- | ----- | ------- |
| Socialdemokratiet (A)           | 9           | 13          | 15          | 15       | 12         | 64    | 6       |
| Radikale Venstre (B)            | 5           | 2           | 1           | 2        | 2          | 12    | 4       |
| Det Konservative Folkeparti (C) | 10          | 6           | 7           | 5        | 3          | 31    | 16      |
| Nye Borgerlige (D)              | 1           | 1           | 2           | 2        | 2          | 8     | 8       |
| Socialistisk Folkeparti (F)     | 4           | 3           | 2           | 3        | 2          | 14    | 0       |
| Veganerpartiet (G)              | 0           | 0           | 0           | 0        | 0          | 0     | Nyt     |
| Liberal Alliance (I)            | 0           | 0           | 0           | 0        | 0          | 0     | 5       |
| Kristendemokraterne (K)         | 0           | 1           | 0           | 0        | 0          | 1     | 0       |
| Dansk Folkeparti (O)            | 1           | 1           | 1           | 2        | 1          | 6     | 15      |
| Psykiatri-Listen (P)            | 0           | 1           | 0           | 0        | 0          | 1     | 0       |
| Venstre (V)                     | 5           | 11          | 11          | 10       | 17         | 54    | 0       |
| Enhedslisten (Ø)                | 6           | 2           | 2           | 2        | 2          | 14    | 1       |
| Alternativet (Å)                | 0           | 0           | 0           | 0        | 0          | 0     | 3       |
| I alt                           | 41          | 41          | 41          | 41       | 41         | 205   | 0       |

### Valgdeltagelse
| Region                  | Hovedstaden | Midtjylland | Nordjylland | Sjælland | Syddanmark | I alt     |
| ----------------------- | ----------- | ----------- | ----------- | -------- | ---------- | --------- |
| Stemmeberettigede       | 1.476.172   | 1.061.946   | 476.694     | 676.784  | 981.047    | 4.672.643 |
| Blanke stemmer          | 31.985      | 28.763      | 11.606      | 19.846   | 26.522     | 118.722   |
| Øvrige ugyldige stemmer | 4.247       | 2.888       | 964         | 2.137    | 2.782      | 13.018    |
| Gyldige stemmer         | 918.317     | 702.385     | 310.538     | 431.167  | 634.979    | 2.997.386 |
| Afgivne stemmer i alt   | 954.549     | 734.036     | 323.108     | 453.150  | 664.283    | 3.129.126 |
| Stemmeprocent           | 64,66 %     | 69,12 %     | 67,78 %     | 66,96 %  | 67,71 %    | 66,97 %   |

### Regionsrådsformænd
I fire af de fem regioner beholdt den siddende formand posten. Men i Region Nordjylland blev der indgået en aftale mellem Venstre, Dansk Folkeparti, Nye Borgerlige og Det Konservative Folkeparti om at give formandsposten til Mads Duedahl fra Venstre. Det var første gang siden regionens oprettelse i 2007, at Socialdemokratiet ikke vandt regionens formandspost.
| Regionsrådsformænd før og efter valget |                |                |               |                |
| Region                                 | Afgået formand | Afgået formand | Valgt formand | Valgt formand  |
| Region Nordjylland                     | Ulla Astman    | A              | V             | Mads Duedahl   |
| Region Midtjylland                     | Anders Kühnau  | A              | A             | Anders Kühnau  |
| Region Syddanmark                      | Stephanie Lose | V              | V             | Stephanie Lose |
| Region Sjælland                        | Heino Knudsen  | A              | A             | Heino Knudsen  |
| Region Hovedstaden                     | Lars Gaardhøj  | A              | A             | Lars Gaardhøj  |

## Kommunalvalg

### Antal af medlemmer og politiske partier i kommunalbestyrelserne
Landsresultat:

Ændringerne angiver ændringer i forhold til kommunalvalget 2017.
| Parti                            | Stemmeandel | Ændring | Mandater | Ændring | Opstillet i | Valgt ind | Ændring |
| -------------------------------- | ----------- | ------- | -------- | ------- | ----------- | --------- | ------- |
| Socialdemokratiet (A)            | 28,40%      | 4,02%   | 755      | 87      | 98          | 98        | 0       |
| Venstre (V)                      | 21,18%      | 1,92%   | 620      | 68      | 97          | 95        | 1       |
| Det Konservative Folkeparti (C)  | 15,24%      | 6,45%   | 403      | 178     | 98          | 97        | 18      |
| SF - Socialistisk Folkeparti (F) | 7,61%       | 1,89%   | 168      | 42      | 97          | 89        | 11      |
| Enhedslisten (Ø)                 | 7,33%       | 1,38%   | 114      | 12      | 91          | 68        | 1       |
| Radikale Venstre (B)             | 5,59%       | 0,97%   | 95       | 15      | 93          | 60        | 5       |
| Dansk Folkeparti (O)             | 4,09%       | 4,65%   | 911      | 132     | 98          | 71        | 20      |
| Nye Borgerlige (D)               | 3,57%       | 2,65%   | 65       | 64      | 95          | 59        | 58      |
| Liberal Alliance (I)             | 1,38%       | 1,21%   | 9        | 19      | 66          | 5         | 20      |
| Kristendemokraterne (K)          | 0,79%       | 0,24%   | 11       | 2       | 47          | 5         | 1       |
| Alternativet (Å)                 | 0,71%       | 2,23%   | 5        | 15      | 35          | 4         | 11      |
| Slesvigsk Parti (S)              | 0,29%       | 0,02%   | 10       | 0       | 4           | 4         | 0       |
| Veganerpartiet (G)               | 0,17%       | Nyt     | 0        | Nyt     | 16          | 0         | Nyt     |
| Lokallister og mindre partier    |             |         | 90       | 12      | 85          | 32        | 2       |
| Total                            |             |         | 2436     | 4       |             |           |         |

↑Dansk Folkeparti blev valgt ind med 91 mandater i 71 kommuner, men efter at DF-profilen Lars Smith i Sorø fem dage efter valget skiftede til Det Konservative Folkeparti blev dette tal reduceret til 90 mandater i 70 kommuner.
Frederiksberg Kommune forhøjede antallet af medlemmer af kommunalbestyrelsen med 4 pladser fra 25 til 29.

### Borgmestre før og efter valget
Borgmestrene blev valgt på konstituerende møder i december 2021 for perioden 1. januar 2022 til 31. december 2025.
| Borgmestre før og efter valget | Borgmestre før og efter valget | Borgmestre før og efter valget | Borgmestre før og efter valget | Borgmestre før og efter valget |
| Kommune                        | Afgået borgmester              | Parti                          | Parti                          | Valgt borgmester               |
| ------------------------------ | ------------------------------ | ------------------------------ | ------------------------------ | ------------------------------ |
| Albertslund Kommune            | Steen Christiansen             | A                              | A                              | Steen Christiansen             |
| Allerød Kommune                | Karsten Längerich              | V                              | V                              | Karsten Längerich              |
| Assens Kommune                 | Søren Steen Andersen           | V                              | V                              | Søren Steen Andersen           |
| Ballerup Kommune               | Jesper Würtzen                 | A                              | A                              | Jesper Würtzen                 |
| Billund Kommune                | Ib Kristensen                  | V                              | V                              | Stephanie Storbank             |
| Bornholms Regionskommune       | Thomas Thors                   | A                              | C                              | Jacob Trøst                    |
| Brøndby Kommune                | Kent Max Magelund              | A                              | A                              | Kent Max Magelund              |
| Brønderslev Kommune            | Mikael Klitgaard               | V                              | V                              | Mikael Klitgaard               |
| Dragør Kommune                 | Helle Barth                    | V                              | C                              | Kenneth Gøtterup               |
| Egedal Kommune                 | Karsten Søndergaard            | V                              | A                              | Vicky Holst Rasmussen          |
| Esbjerg Kommune                | Jesper Frost Rasmussen         | V                              | V                              | Jesper Frost Rasmussen         |
| Fanø Kommune                   | Sofie Valbjørn                 | Å                              | B                              | Frank Jensen                   |
| Favrskov Kommune               | Nils Borring                   | A                              | C                              | Lars Storgaard                 |
| Faxe Kommune                   | Ole Vive                       | V                              | V                              | Ole Vive                       |
| Fredensborg Kommune            | Thomas Lykke Pedersen          | A                              | A                              | Thomas Lykke Pedersen          |
| Fredericia Kommune             | Steen Wrist Ørts               | A                              | A                              | Steen Wrist Ørts               |
| Frederiksberg Kommune          | Simon Aggesen                  | C                              | A                              | Michael Vindfeldt              |
| Frederikshavn Kommune          | Birgit Stenbak Hansen          | A                              | A                              | Birgit Stenbak Hansen          |
| Frederikssund Kommune          | John Schmidt Andersen          | V                              | A                              | Tina Tving Stauning            |
| Furesø Kommune                 | Ole Bondo Christensen          | A                              | A                              | Ole Bondo Christensen          |
| Faaborg-Midtfyn Kommune        | Hans Stavnsager                | A                              | A                              | Hans Stavnsager                |
| Gentofte Kommune               | Michael Fenger                 | C                              | C                              | Michael Fenger                 |
| Gladsaxe Kommune               | Trine Græse                    | A                              | A                              | Trine Græse                    |
| Glostrup Kommune               | John Engelhardt                | V                              | A                              | Kasper Damsgaard               |
| Greve Kommune                  | Pernille Beckmann              | V                              | V                              | Pernille Beckmann              |
| Gribskov Kommune               | Anders Gerner Frost            | G                              | V                              | Bent Hansen                    |
| Guldborgsund Kommune           | John Brædder                   | G                              | A                              | Simon Hansen                   |
| Haderslev Kommune              | H.P. Geil                      | V                              | V                              | Mads Skau                      |
| Halsnæs Kommune                | Steffen Jensen                 | A                              | A                              | Steffen Jensen                 |
| Hedensted Kommune              | Kasper Glyngø                  | A                              | V                              | Ole Vind                       |
| Helsingør Kommune              | Benedikte Kiær                 | C                              | C                              | Benedikte Kiær                 |
| Herlev Kommune                 | Thomas Gyldal Petersen         | A                              | A                              | Thomas Gyldal Petersen         |
| Herning Kommune                | Dorte West                     | V                              | V                              | Dorte West                     |
| Hillerød Kommune               | Kirsten Jensen                 | A                              | A                              | Kirsten Jensen                 |
| Hjørring Kommune               | Arne Boelt                     | A                              | V                              | Søren Smalbro                  |
| Holbæk Kommune                 | Christina Krzyrosiak Hansen    | A                              | A                              | Christina Krzyrosiak Hansen    |
| Holstebro Kommune              | H.C. Østerby                   | A                              | A                              | H.C. Østerby                   |
| Horsens Kommune                | Peter Sørensen                 | A                              | A                              | Peter Sørensen                 |
| Hvidovre Kommune               | Helle Moesgaard Adelborg       | A                              | F                              | Anders Wolf Andresen           |
| Høje-Taastrup Kommune          | Michael Ziegler                | C                              | C                              | Michael Ziegler                |
| Hørsholm Kommune               | Morten Slotved                 | C                              | C                              | Morten Slotved                 |
| Ikast-Brande Kommune           | Ib Boye Lauritsen              | V                              | V                              | Ib Boye Lauritsen              |
| Ishøj Kommune                  | Ole Bjørstorp                  | L                              | A                              | Merete Amdisen                 |
| Jammerbugt Kommune             | Mogens Gade                    | V                              | V                              | Mogens Gade                    |
| Kalundborg Kommune             | Martin Damm                    | V                              | V                              | Martin Damm                    |
| Kerteminde Kommune             | Kasper Olesen                  | A                              | A                              | Kasper Olesen                  |
| Kolding Kommune                | Jørn Pedersen                  | V                              | C                              | Knud Erik Langhoff             |
| Københavns Kommune             | Lars Weiss                     | A                              | A                              | Sophie Hæstorp Andersen        |
| Køge Kommune                   | Marie Stærke                   | A                              | A                              | Marie Stærke                   |
| Langeland Kommune              | Tonni Hansen                   | F                              | F                              | Tonni Hansen                   |
| Lejre Kommune                  | Carsten Rasmussen              | A                              | V                              | Tina Mandrup                   |
| Lemvig Kommune                 | Erik Flyvholm                  | V                              | V                              | Erik Flyvholm                  |
| Lolland Kommune                | Holger Schou Rasmussen         | A                              | A                              | Holger Schou Rasmussen         |
| Lyngby-Taarbæk Kommune         | Sofia Osmani                   | C                              | C                              | Sofia Osmani                   |
| Læsø Kommune                   | Karsten Nielsen                | V                              | V                              | Tobias Birch Johansen          |
| Mariagerfjord Kommune          | Mogens Jespersen               | V                              | V                              | Mogens Jespersen               |
| Middelfart Kommune             | Johannes Lundsfryd Jensen      | A                              | A                              | Johannes Lundsfryd Jensen      |
| Morsø Kommune                  | Hans Ejner Bertelsen           | V                              | V                              | Hans Ejner Bertelsen           |
| Norddjurs Kommune              | Jan Petersen                   | A                              | V                              | Kasper Bjerregaard             |
| Nordfyns Kommune               | Morten Andersen                | V                              | V                              | Morten Andersen                |
| Nyborg Kommune                 | Kenneth Muhs                   | V                              | V                              | Kenneth Muhs                   |
| Næstved Kommune                | Carsten Rasmussen              | A                              | A                              | Carsten Rasmussen              |
| Odder Kommune                  | Uffe Jensen                    | V                              | A                              | Lone Jakobi                    |
| Odense Kommune                 | Peter Rahbæk Juel              | A                              | A                              | Peter Rahbæk Juel              |
| Odsherred Kommune              | Thomas Adelskov                | A                              | N                              | Karina Vincentz Andersen       |
| Randers Kommune                | Torben Hansen                  | A                              | A                              | Torben Hansen                  |
| Rebild Kommune                 | Leon Sebbelin                  | B                              | V                              | Jesper Greth                   |
| Ringkøbing-Skjern Kommune      | Hans Østergaard                | V                              | V                              | Hans Østergaard                |
| Ringsted Kommune               | Henrik Hvidesten               | V                              | V                              | Henrik Hvidesten               |
| Roskilde Kommune               | Tomas Breddam                  | A                              | A                              | Tomas Breddam                  |
| Rudersdal Kommune              | Jens Ive                       | V                              | C                              | Ann Sofie Orth                 |
| Rødovre Kommune                | Britt Jensen                   | A                              | A                              | Britt Jensen                   |
| Samsø Kommune                  | Marcel Meijer                  | A                              | A                              | Marcel Meijer                  |
| Silkeborg Kommune              | Steen Vindum                   | V                              | A                              | Helle Gade                     |
| Skanderborg Kommune            | Frands Fischer                 | A                              | A                              | Frands Fischer                 |
| Skive Kommune                  | Peder Chr. Kirkegaard          | V                              | V                              | Peder Chr. Kirkegaard          |
| Slagelse Kommune               | John Dyrby Paulsen             | A                              | V                              | Knud Vincents                  |
| Solrød Kommune                 | Niels Emil Hörup               | V                              | I                              | Emil Blücher                   |
| Sorø Kommune                   | Gert Jørgensen                 | C                              | C                              | Gert Jørgensen                 |
| Stevns Kommune                 | Anette Mortensen               | V                              | A                              | Henning Urban Dam              |
| Struer Kommune                 | Niels Viggo Lynghøj            | A                              | V                              | Mads Jakobsen                  |
| Svendborg Kommune              | Bo Hansen                      | A                              | A                              | Bo Hansen                      |
| Syddjurs Kommune               | Ole Bollesen                   | A                              | A                              | Michael Stegger Jensen         |
| Sønderborg Kommune             | Erik Lauritzen                 | A                              | A                              | Erik Lauritzen                 |
| Thisted Kommune                | Ulla Vestergaard               | A                              | V                              | Niels Jørgen Toft Pedersen     |
| Tønder Kommune                 | Henrik Frandsen                | T                              | S                              | Jørgen Popp Petersen           |
| Tårnby Kommune                 | Allan Andersen                 | A                              | A                              | Allan Andersen                 |
| Vallensbæk Kommune             | Henrik Rasmussen               | C                              | C                              | Henrik Rasmussen               |
| Varde Kommune                  | Erik Buhl                      | V                              | V                              | Mads Sørensen                  |
| Vejen Kommune                  | Egon Fræhr                     | V                              | C                              | Frank Schmidt-Hansen           |
| Vejle Kommune                  | Jens Ejner Christensen         | V                              | V                              | Jens Ejner Christensen         |
| Vesthimmerland Kommune         | Per Bach Laursen               | V                              | V                              | Per Bach Laursen               |
| Viborg Kommune                 | Ulrik Wilbek                   | V                              | V                              | Ulrik Wilbek                   |
| Vordingborg Kommune            | Mikael Smed                    | A                              | A                              | Mikael Smed                    |
| Ærø Kommune                    | Ole Wej Petersen               | A                              | A                              | Peter Hansted                  |
| Aabenraa Kommune               | Thomas Andresen                | V                              | C                              | Jan Riber Jakobsen             |
| Aalborg Kommune                | Thomas Kastrup-Larsen          | A                              | A                              | Thomas Kastrup-Larsen          |
| Aarhus Kommune                 | Jacob Bundsgaard               | A                              | A                              | Jacob Bundsgaard               |